# Encinas Reales
Encinas Reales é um município da Espanha na província de Córdova, comunidade autónoma da Andaluzia. Tem 34,21 km² de área e em 2021 tinha 2 256 habitantes (densidade: 65,9 hab./km²).

## Demografia
| Variação demográfica do município entre 1991 e 2004 | Variação demográfica do município entre 1991 e 2004 | Variação demográfica do município entre 1991 e 2004 | Variação demográfica do município entre 1991 e 2004 |
| --------------------------------------------------- | --------------------------------------------------- | --------------------------------------------------- | --------------------------------------------------- |
| 1991                                                | 1996                                                | 2001                                                | 2004                                                |
| 2291                                                | 2333                                                | 2376                                                | 2408                                                |